# جو بارنز
جو بارنز (بالإنجليزية: Joe Barnes)‏ هو لاعب كرة قدم أمريكية ولاعب كرة القدم الكندية أمريكي، ولد في 18 ديسمبر 1951 في فورت وورث في الولايات المتحدة.

## وصلات خارجية
- جو بارنز على موقع مرجع كرة القدم المحترفة.كوم (الإنجليزية)